# マシンロボ クロノスの大逆襲
『マシンロボ クロノスの大逆襲』（マシンロボ クロノスのだいぎゃくしゅう）は、1986年から1987年に放送されたテレビアニメ作品。
『マシンロボ ぶっちぎりバトルハッカーズ』は本作品とキャラクターが一部共通する姉妹編であるが、『出撃!マシンロボレスキュー』とは一部の機体デザインと台詞以外、直接的な関係はない。

## 概要
1982年より玩具オリジナルキャラクターとして商品展開していたマシンロボを主役とした日本国内初テレビアニメ化作品。テレビCM用のショートアニメやバトルアーマー5のプロモーション映像などはあったが、連続シリーズは本作品が初となる。
正義のロボット戦士たちが悪の侵略に立ち向かうという勧善懲悪もの。中盤以降はマシンロボ軍団とギャンドラー軍団の一大戦争劇にシフト。アクションやメカ描写がさらに強調されることとなった。しかし本作品放映後から玩具売り上げは急落し、次作『マシンロボ ぶっちぎりバトルハッカーズ』終了とともに一旦シリーズは中断している。
姉妹編の『マシンロボ ぶっちぎりバトルハッカーズ』では、過去にあったこととして、伝説の戦士ケンリュウやバイカンフーのエピソードが語られているが、本作品と直接的にはつながらない設定になっている（OVAの『剣狼伝説』のIIでは面識がある描写がある）。

## 特徴
1986年5月号月刊OUTが特集した-設定資料集-のなかで第一話作画監督大張正己やチーフディレクター吉田浩によれば、「”なるべく無機的に…”という番組制約の要求のなかで視聴率を求めていく際、他とおなじものはやりたくないと派手なビームやミサイルは少なくして肉弾戦をメインに昔の作品様式を復活させる狙いがある」と述べている。また、DVDBOXブックレットなどでも語られているように貪欲に時代劇や特撮物や他作品の影響や小ネタ（静止画に遊びなど）を取り入れていった結果、奇抜・独特な演出とアドリブを多用する型破りな作風となった。
やや残酷なバイオレンスシーン描写が目立つ点について、月刊OUT-設定資料集-でシリーズ構成園田英樹によれば「裏に秘められたテーマを感じて欲しくてメカだからいいかなと思って試してみた」と述べている。
また、ロムの妹レイナ・ストールは話数が進むにつれスタッフの思い入れが深くなり、人間的な魅力が増加した結果レイナは人気キャラクターとなり、『アニメディア』誌の年間グランプリ部門別で3年連続読者投票で首位に選出されたり、『ニュータイプ』誌にレイナが登場する連載コーナーが設けられるなど強い支持を集め番組終了後、続編OVA『レイナ剣狼伝説』などレイナを主役とした作品群が作られるようになった。『アニメディア』誌の年間グランプリで 「セクシーメカの王座三年連続キープ。テレビシリーズから数えると4年もの間、トップの人気を保ち続けてきたのはすごい!」（89年10月号）と常に読者投票で首位に選出され続けた。これはアニメ誌に描かれる羽原信義が描いたレイナの美少女ぶりと「ゴックンのボディラインの割には、幼さの残る顔」「甘えん坊でか弱い性格」（1987年アニメディア年間グランプリ）が理由に挙げられた。
また「戦うヒロイン」だが希有なヒロインとなった理由について氷川竜介は、「レイナは「アニメヒロイン」の主流から少しはずれたポジションのヒロインかも知れません。小さな目、クセのない柔らかな髪、控えめながら芯のある性格と、後略」と多くのヒロインが肉食猫科のイメージに対し、レイナは草食動物のウサギ的と『レイナコンプリート』のなかで述べている。
アニメ雑誌「アニメディア」「月刊ニュータイプ別冊100％コレクションマシンロボ」や「アニメV」「月刊OUT」などでは度々レイナについて、「極度のブラコン」「すぐ敵にいじめられる」（「セクシーアイドル大図鑑」`88年10月号付録「Best200おともだち図鑑アニメディア`88年2月号第1付録」など）と紹介された。

## ストーリー
マシンロボ（超ロボット生命体）の星クロノスには、永遠の命を司るとされるエネルギー源「ハイリビード」が眠っていた。それを狙う悪の帝王ガデス率いるギャンドラー軍団と、彼らに立ち向かうロム・ストールとレイナ・ストールの兄妹、ブルー・ジェット、ロッド・ドリル、トリプル・ジムの一行との戦いを描く。
当初はそれぞれのコミュニティーが守れればそれでいいと言うマシンロボたちであったが、ギャンドラーの侵略の苛烈化、ロムたちの必死の訴えと戦いから、やがてはマシンロボたちは種族、コミュニティの違いを超えて団結しクロノス星全土の連合とギャンドラーの全面戦争と物語は進んで行く。

## 登場人物

### ロム一行
ロム・ストール
声 - 井上和彦（タイトルコールも兼任）、荒川美奈子（少年時代）
クロノス族族長キライ・ストールの子息でレイナの兄。天空宙心拳継承者。ギャンドラーに謀殺された父の遺志を継ぎ、ハイリビードを守るため、形見とも言うべき剣狼から呼び出す伝説の巨人ケンリュウ、バイカンフーと共に戦う。冷静沈着礼節な武道家で、悪辣な敵には怒りを露にし妹レイナの窮地は真っ先に駆け付ける。18話にて、家族と共に惑星ウルスから来たことが明らかになる。悪事を働く者の前に颯爽と現れ、「人、それを○○と言う」と諭し、「誰だ（何者だ）!?」と聞かれれば「貴様らに名乗る名前はない!」と返すのが、全編を通しての恒例となる（ただし、ガデスとの決戦の際には名乗っている）。
44話でギャンドラーが起こした異常気象で消滅しかけたクロノス星を救う。その時に、ハイリビードの四つ秘宝（狼の剣、鳳凰の鎧、獅子の盾、龍の兜）を身に着けている。その後、クロノス星を仲間たちと共にシャトルで出発し、ワープ空間の中でレイナとともに人間へと転生する。
天空宙心拳 旋風蹴り【てんくうちゅうしんけん せんぷうげり】
空中より相手を攻撃する蹴り技。空中で回転しながら相手の頭部に連続で蹴りを叩きこむバリエーションもある。この一撃より戦闘を開始するパターンが多かった。ロムは主に足技が得意なようで他にも電光蹴り、九頭竜蹴り、毒蛇蹴りなどさまざまな蹴り技を披露する。
天空宙心拳 瞬殺拳【てんくうちゅうしんけん しゅんさつけん】
猛烈なスピードで相手にパンチをお見舞いする技。連撃が終わると相手はまったくダメージを受けていないように思うが、次の瞬間やられたことさえ気づかずに爆発する。
天空宙心拳 鉄指針【てんくうちゅうしんけん てつしし】
人差指で相手の額を突く。相手はその指先ひとつでダウンしてしまう。
天空宙心拳 突指爆裂【てんくうちゅうしんけん とっしばくれつ】
人差指で相手の腕を突くと、力が抜け、腕が膨れ上がり爆発してしまう。
天空宙心拳 飛翼妖艶拳【てんくうちゅうしんけん ひよくようえんけん】
太陽を背にし空中に舞い相手の目を錯乱させた後、後頭部に両足蹴りをうちこむ。
天空宙心拳 双蛇首砕き【てんくうちゅうしんけん そうじゃくびくだき】
相手の首を両足で挟み込み、地面に叩きつける技。
運命両断剣 ツインブレード【うんめいりょうだんけん ツインブレード】
レイナ・ストール
声 - 水谷優子
ロムの妹。兄を誰よりも信頼するが、旅先で出会った女性たちと兄との関係が気になりやきもちをやいたりもする。一応は天空宙心拳を心得ているが弱い。当初の作画設定では髪の毛が無く、アンドロイドらしさを強調する指定だが、エンディング映像ではヘルメットを脱ぎ髪の毛を露わにするシーンがあった。ストーリー上の最終話となる44話では髪のある作画設定が新規作成され、ラストシーンでは仲間たちと共にロムと光の中で絡み合いながら人間に転生する（後日談のスピンオフ作品として、OVA『レイナ剣狼伝説』シリーズが制作されている）。
天空宙心拳 蟷螂拳【てんくうちゅうしんけん とうろうけん】
レイナが得意とする技。
天空宙心拳 破裂拳【てんくうちゅうしんけん はれつけん】
ひざ蹴り。
ブルー・ジェット
声 - 大滝進矢
ジェット族族長の息子で、戦闘機に変形する。推定年齢15歳。身長2.1m、体重2.5t。飛行速度M7.2。サングラスのニヒルな剣士で通称は「ジェット」。天空心剣使い手で生き方は武士そのもの。ジェット形態に変形する際、しばしば「ジェーット!!」という掛け声を発するが、他のジェット族たちにその台詞を取られている。普段はサングラスの下の素顔は描かれないが、終盤で一度素顔を見せている。ルリィと相思相愛となったが、その想いをはっきりと伝えることはないままに別れ、44話で別次元へ転生した。
天空心剣 鋼斬り【てんくうしんけん はがねぎり】
妖兵コマンダーを簡単に両断する斬撃。
天空心剣 白刃斬り【てんくうしんけん はくじんぎり】
相手の持つ武器だけを破壊する攻撃。相手にダメージは無いため悪に操られている人物の戦闘能力を無くすためなどに使用する。
天空心剣 鎌鼬【てんくうしんけん かまいたち】
流れるように相手を斬りつける。斬られた相手は自分が斬られたことにも気付かず倒れる。ジェットが最も多く使用した技。
天空心剣 岩石斬り【てんくうしんけん がんせきぎり】
自分より大きな岩石をも一刀両断する。
天空心剣 稲妻斬り【てんくうしんけん いなずまきぎり】
相手の頭より斬り付け、真っ二つにしてしまう。
ロッド・ドリル
声 - 橋本晃一
バトル族の青年で、ドリル戦車に変形する。推定年齢15歳。身長192cm、体重5t。地上速度88km/h、地下走行速度66km/h。格闘系天空宙心拳の使い手で、自分の体重の5倍の物体を持ち上げる。通称「ドリル」。やや三枚目の明るい性格で、レイナに好意を寄せている。一度寝ると10時間は起きない。ロムの恒例の決め台詞を遮って敵に名前を名乗り、ロムとジェットに睨まれた挙げ句足蹴にされたこともある。口癖は「よっしゃあ!!」。44話で、仲間と共に別次元へ転生。
天空宙心拳 岩石割り【てんくうちゅうしんけん がんせきわり】
巨大な岩も粉々にしてしまうパンチ。
天空宙心拳 爆雷突き【てんくうちゅうしんけん ばくらいづき】
ロットドリルの得意とする戦法、力任せのパンチ。
天空宙心拳 首刈り【てんくうちゅうしんけん くびかり】
相手の首を一瞬で切断してしまう荒技。
トリプル・ジム
声 - 桜井敏治
トリプル族の若者で、「トリプル」の名の通り、スーパーカーとヘリコプターに多段変形する。通称は「ジム」。アイアンシティ出身。レイナの従者で、彼女を「レイナお嬢様」と呼ぶ。真面目でおとなしい性格のため、活動的なレイナに振り回されることも多い。レイナが稀にはしたない言葉を発するとすぐたしなめる。44話で、仲間と共に別次元へ転生。
キライ・ストール
声 - 加賀谷純一
ガルディ、ロム、レイナの父でクロノス族族長。天空宙心拳創始者。厳格で、バグの邪が消えるまで免許皆伝を赦さず。「狼の紋章」をクロノス星各地に伝えた後、門下生たちに拳の道を示したが、ガデスの妖術によって動きを封じられるが、隠れ家の起爆装置を作動させ自滅。その後、幻としてロムの前に現れる。

### クロノス族
ミン
声 - 鷹森淑乃（3,27,34 - 37話）、高田由美（38 - 47話）
クロノス族。ビライ村の村長の娘。錆止め薬メタルラスターの場所を記した地図の秘密を知る。
のちにレイナの友人となり度々仲間として加勢に現れる。容姿は機械的なメカやロボット離れした少女であり、レオタード風にエメラルドのロングヘア。
ナルム
声 - 藤本譲
クロノス族。ビライ村の村長。錆止め薬メタルラスターの場所を代々守っている。
トマッシュ
声 - 堀内賢雄
クロノス族。サンスア村出身。ギャンドラーに騙され、ロムトロンの採掘をしていた。平和のためには悪に支配されても仕方がないという考えの持ち主だったが、ロムの説得で村を開放するためギャンドラーと戦った。
バグ・ニューマン
声 - 塩屋翼
クロノス族。天空宙心拳の使い手でロムの兄弟子。バギーロボ、スポーツカーロボなどで構成される盗賊団の首領。かつてはロムたちとともにキライの下で天空宙心拳を学び、すぐれた拳法家であったが、キライより免許皆伝をなかなかもらえないことでその前から姿を消し、野盗に身を落としていた。正義の拳法を悪に利用し、地位と富に目が眩みギャンドラーに参加したことでロムの怒りを買いバーストキックで成敗される。最期まで正義の意味を理解できなかった。
天空宙心拳 毒手刀【てんくうちゅうしんけん どくしゅとう】
天空宙心拳では禁じ手とされる技で、バトル族をもドロドロに溶かしてしまう強力な手刀攻撃。
天空宙心拳 毒手刀千の舞【てんくうちゅうしんけん どくしゅとうせんのまい】
毒手刀を猛烈な勢いで突き出し攻撃する技。一度はロムを圧倒した。
天空宙心拳 暗黒指弾【てんくうちゅうしんけん あんこくしだん】
腕に隠し持つ鉄の球を指の力で銃弾の如く撃ちだす技。妖兵コマンダー数名を簡単に倒す威力がある。

メロディア
声 - 岡本麻弥
コナンの町の町長の娘。洪水により母親を失う。河を挟んで対立するダコタの町とコナンの町の関係を嘆き、ドリルにかつてのように二つの町の住人が仲良く生きていけるように関係の修復を頼んだ。ダコタのバトル族コンバットバギーと恋人同士。
ダート
声 - 稲葉実
コナンの町のクロノス族の族長。かつてはバトル族と仲良く生活する関係であったが、ロムトロン採掘に我を忘れ、治水整備を怠り洪水で妻を失ったことはバトル族の責任だと信じきっていた。最後はバトル族と和解、手を取り合いギャンドラーを町から追い出した。
ルリィ
声 - 小林優子
バードの町で拳法の道場主をしているクロノス族の女性。レオタード風で左右非対称がミンと違うデザイン。かつてキライが道場を訪れ描いた狼の紋章をギャンドラーに発見され襲撃を受ける。それを助けたジェットと互いに想い合う関係になった。
パイロン
声 - 沢木郁也
モアイの町に住む男性。かつて戦争に参加した際に妻を亡くしたことで戦いを捨てた。やや過剰すぎるほどの娘思いの父親で、問答無用でジェットに斬りかかったこともある。クロノス星での最終決戦にも参加。
カナリー
声 - 吉田美保
パイロンの娘。仲の良いレイナを救出するためロムたちと天空魔城攻略に向かった。
ハリー
声 - 堀内賢雄
通称バニシング・ハリー。クロノス星最大のレース、デビルズアイランド周回レースの参加者。悪名高いレーサーとして有名で数々のレースにおいて他の選手を犠牲にして優勝してきた。ロムたちと出会うことで考えを改め正々堂々とレースをする。それなりの戦闘能力を持ち下級の妖兵コマンダーを倒した。
アンナ
声 - 高田由美
ハリーの恋人。悪人であるハリーをいつも心配している。
レスラーロボ
声 - 速水奨
パワーライザーの開発者。ガルディに剣狼を奪われ、ケンリュウおよびバイカンフーに合身する術を失い苦境に立たされたロムへ、彼のために調節したパワーライザーを与える。レスラーも自身専用のパワーライザーを駆り、戦場に赴く。

### バトル族
タフトレーラー
声 - 家中宏→古田信幸→速水奨→鈴木勝美
プロトラックレーサーの弟。身長4.98m、体重6.3t、コンテナ部32.8t。本編ではトラクター形態での出演が多かったが、終盤では谷底に落ちたディオンドラと力を合わせて脱出するといった場面もある。
玩具は『超新星フラッシュマン』の「タイタンボーイ」を青くしたもの（タイタンボーイは赤）。ただしコンテナ部は展開して基地になるデザインのため「グレートタイタン」に当たる合体機能はない。トレーラーとは被牽引車両を指す言葉（つまりコンテナ部）のため、名前に反して本体はトレーラーではない。
プロトラック・レーサー
声 - 福田信昭→笹岡繁蔵→喜多川拓郎→鈴木勝美
タフトレーラーの兄。身長5.05m、体重7.5t、最高時速720.0km/h。武器のビッグブレーザーカノンは1500km先の標的を破壊する。『ぶっちぎりバトルハッカーズ』ではメインキャラクターとして登場。
バイクロボ
声 - 鈴木勝美→荒川太郎
ハーレーロボ
声 - 飛田展男
バトル族の少年ロボ。
トリム・スパンサー
声 - 塩沢兼人
ドリルの幼馴染タンクトランサー。ルディという恋人がいた。国王ギランドルの悪事を知り、一人戦っていた。さまざまな効果のある7色の砂を砲台より撃ちだして戦う。最期はバルトニウムの爆弾の後遺症で自爆する。
ビリオン
声 - 大塚芳忠
ジムの故郷アイアン・シティのリーダーであるドリルヘリ。ヘリコプターとドリルマシンに変形する。天空宙心拳の使い手の盗賊ということでロムをバグと勘違いした。ジムの幼馴染。
潜水艦ロボ
声 - 小野健一、橋本晃一ほか
エミュール島に暮らす住民。自分たちをムウ族の末裔だと信じていたが、実際はムウ族に連れてこられた奴隷の末裔だった。最後は自分たちを騙していたナスカを倒すため立ち上がる。
サラ
声 - 鷹森淑乃、羽村京子
スクーターロボの少女。

### 岩石超人
バトルロック
金剛石の原石に変形。身長2.1m、超人硬度10。ボディタイプはキンバライト。
バトルロック・ビスス
声 - 梅津秀行
バトルロック族の一人。ギャンドラーに襲われ倒れていたところをロムに救われる。
バトルロック・ジャバ
声 - 藤本譲
ゴルゴの村の古老。ギャンドラーに侵略され、地下墓地発掘の労働力としてこき使われていた。古くからの言い伝えで墓地にはビーストが眠るということをディオンドラに警告。電磁鞭で拷問されるレイナの子供を庇う慈愛に触れ、封印を解く。
バトルロック・マルス
声 - 島田敏

メカロック
声 - 鈴木勝美、桜井敏治
双眼鏡のような眼をした岩石超人。ボディカラーは黄色。
ガッツロック
声 - 小野健一
正義の岩石超人。頭が固く、ロムを悪人と見なして問答無用で襲いかかったことがある。同じ岩石超人同士が戦っている状況を悲しく思っている。
マスクロック
声 - 鈴木勝美
マグナロック
声 - 吉村よう
クロスロック
声 - 沢りつお
ロックドン
ゴルゴの村の地下墓地に眠る悪魔の獣と呼ばれる伝説の化け物。頭部の刃は折れても再生する。ハイリビードが眠っていると勘違いしたディオンドラが発掘、目覚めさせてしまった。目覚めたら最後、あらゆるものを破壊する。
ロックギラン
ゴルゴの村の地下墓地に眠る岩石恐竜の一体。ロックドンと対になる存在で磁石のプラスとマイナスのような存在であり、双方が近づくと巨大な岩石となってまた眠りについてしまう。ロックドンを鎮めるためジャバが命をかけて目覚めさせた。普段は温厚だが、一度怒ると口からすべてを石化させるプレッシャービームを放つ。

### 宝石超人
ダイヤマン
声 - 速水奨
ダイヤに変形。身長2.27m、体重6800コスモカラット、超人硬度（体の硬さを示す）14、ボディタイプはダイヤ。武器のハード・ブレードは宇宙一硬い剣である。
ルビーマン
声 - 佐藤祐四
ルビーに変形。身長1.98m、体重8100コスモカラット、超人硬度12、ボディタイプはルビー。武器のハード・スピアはエネルギーの流れを変える。
アンバーマン
声 - 島田敏
琥珀に変形。身長1.82m、体重6650コスモカラット、超人硬度8、ボディタイプは琥珀。武器は超音波を出して人の心を操ることができるクリスタル・シザーズ。

### その他の人物
ソフィア
声 - 羽村京子
レオ族の女戦士。獣に変形する一族でヒョウに変形する。男勝りな性格でロムたち一行をギャンドラーと勘違いし襲いかかった。レオ族には女戦士に勝った男はその女性の婿になるという掟があり、ソフィアに勝ってしまったロムを困らせた。ジンギとの戦闘中、ロムを庇う。
ブレード
声 - 佐藤正治
レオ族の長老。狼の紋章の秘密を暴くためグルジオスに拷問される。ロムたちに戦いの虚しさを説いた。
ショーニー、ナチェス
声 - 中原茂、島田敏
レオ族の戦士。ソフィアと同じく二人ともヒョウに変形する。
ナスカ
声 - 伊倉一恵
エミュール島でムウ族を統べる女性。ギャンドラーのギルマンに仕えており、潜水艦ロボたちを騙して海底より狼の紋章を引き揚げようとしていた。最後は騙していたことがばれてしまい潜水艦ロボたちに倒される。
カラス
声 - 二又一成
アンダー・クロノスの町で墓守をしている男。町のロボットたちにはドブネズミと呼ばれ嫌われている。かつてはブロッコの相棒として活動しており、町に伝わる英雄伝説と自身の誇りを守るため命をかけて本物のブロッコと戦った。彼の活躍でエルメディアの英雄ブロッコ伝説は永遠に守られ続けることとなる。
ソリティア・レイモセット
声 - 勝生真沙子
パメラ国の王女。互いに争う二つの国を停戦させるためにガルバ国へ向かおうとしていたところをロム一行に保護される。当初は高圧的に振る舞うものの、次第にジェットに惹かれていく。しかしその正体は本物のソリティア王女から注目を逸らす密命を帯びた影武者であり、さらにその体には秘密がある。最期には正体を明かし、窮地に陥ったロム一行を助けるために自己犠牲的な死を遂げる。
ファム
声 - 神代智恵
ベスビアンコに住むバトル族の地質学者（声 - 稲葉実）の孫。街中のロボットがエネルギーを無駄に使い滅びる寸前であることを危険視していた。花を愛する父ネブス（声 - 堀内賢雄）と同じく花を愛している。狼の紋章の付いたペンダントを持つ。これがベスビアンコを救う大きな鍵となっていた。

### 宇宙犯罪組織ギャンドラー
ガデス
声 - 笹岡繁蔵 / 大友龍三郎（スーパーロボット大戦シリーズ）
宇宙犯罪組織ギャンドラー首領。生に対する執着心から永遠の若さを求めるために組織を結成、別の惑星より飛来し、クロノス星のエネルギーを狙う。本来の姿は実はアーマーで、その内部には老化し、力の衰えた本体が乗り込んでいる。自らの体にサビが付くことを嫌い、あらゆる方法で自身の老化を止めようと妖兵コマンダーを使い作戦を実行する。その段階でつねに邪魔をするロムを問題視し、彼の実の兄であるガルディを洗脳し戦わせたりした。憎しみこそがギャンドラーのパワーと断言し、ロムとガルディが戦う場面を笑いながら観戦する。最終的には強大なエネルギーを持つハイリビードの存在を知り、そのエネルギーを手に入れようと要塞ごとクロノス星に着陸、あらゆる生命体を滅ぼそうとした。しかし、ロム一行やその兄ガルディ、クロノス星のマシンロボ軍団たちの必死の抵抗でギャンドラーは壊滅してしまう。グルジオスを利用しハイリビードを手に入れ若さを取り戻したガデスであったが、ロムの剣狼、ガルディの流星を合わせた必殺技運命両断剣・ツインブレードで肉体を斬り裂かれ、黒い野望とともに宇宙より消え去った。人質にしたレイナを気に入り、妾にしようとしたり、左胸に彼女を取り込もうとした。強大な魔力を持ち、宇宙にある要塞の艦橋にいながら、惑星にいたキライの動きを封じたりできる。最終決戦において機動要塞に乗り込んできたジェットやロムと交戦した際には右腕の爪を使いジェットを串刺しにして破り、腕部より発射する火炎を武器に応戦した。また老化し劣化しているというボディもジェットの天空心剣鎌鼬で斬られても少し傷が付く程度だった。ハイリビードを手に入れたガデスはさらにパワーアップ、青いエネルギー球や腕よりの衝撃波を武器にマシンロボ軍団と戦う。マシンロボ軍団の集中砲火を受けてもびくともしなかった。なおギリギリで設定変更されたため、前期オープニングや初期数話では旧デザインのまま登場している。
グルジオス
声 - 稲葉実
緑の液体の満たされた水槽のような頭部を持つギャンドラーの幹部。その水槽の中には、本当の体が入っており、芋虫のような体をしたエイリアンが本当の姿である。マシンロボのような機械生命体ではなく、本編唯一の生物であるらしい。同じ幹部のディオンドラとは、仲が悪い。実戦で戦うより策を使い相手を攻めるタイプ。作戦を次々と失敗し、ガデスの信用を失ったことに焦り、天空魔城に籠りロムを倒そうと画策する。しかし、虜にしたレイナを助けにきたロムと戦い、ミニブラックホールに吸い込まれて消滅する。死亡したと思われたが34話で幽体となって復活。レイナやロムの味方のマシンロボに憑依して悪事を働いたり、デビルサターン6に憑依しバイカンフーたちを追い詰めた。最終決戦で今まで尽くしてきたガデスに功績を称えられ、ガデスの体の一部になるという褒美を与えられる。グルジオスは拒否したのだが、無理やり右胸に取り込まれ飾りとなってしまう。ガデスが死亡した際に一緒に死亡。腕から出す電磁チェーンやモーニングスターのような武器を使い戦闘もこなす。ディオンドラと違い不思議な魔術的な能力も持っている。なおOVAのパロディーパートではディオンドラという名前の灰色の猫をかわいがっていた。
ディオンドラ
声 - 高橋ひろ子
ギャンドラーの女幹部。グルジオスと並ぶ実力者。電磁ムチとメデューサの妖剣を武器とする。電磁ムチは妖兵にも恐れられ、任務に失敗した部下やキナの頬を打ったり、捕えたレイナを痛めつけるために振るうこともあった。義理を守る部分も多少はあり、タフトレーラーに助けられた報恩に生け捕りにしたレイナを解放したこともある。ギルヘッドらデビルサターン6からは「姉御」と呼ばれ、慕われている。最終決戦の最中、ロムとガルディが兄弟であった事実を二人に洩らしたことでガルディの記憶を呼び覚ましてしまったため、ガデスに見捨てられ絶望、精神崩壊してしまう。戦意を失ったディオンドラは溶解液で満たされた部屋に一人取り残され、以後の消息は不明。
ガルディ
声 - 秋元羊介、速水奨（素顔、ナレーションも兼任)
ギャンドラーの大幹部でガデスが実の息子のように思う実力者。13話より登場した新幹部でロムの剣狼の兄弟剣、流星を持つ。流星を利用した剣技、天空暗黒剣はロムと同等かそれ以上。戦闘の武器として専用のビーム砲を装備した飛行する椅子も利用する。「戦いとは美しく、誇らしいもの」と考えており、力押しを好まず、作戦を練って行動をする慎重派。そのためディオンドラやグルジオスと違い前線に赴き、直接指揮を執ることはあまり無く司令室より作戦を指揮することが多かった。普段は敬語で話し、誘拐した人質も丁寧に扱う紳士的な部分も持っているが作戦がうまくいかないと部下にあたったり、すぐ暴力をふるう本性を現す。実はその正体はロムの兄であるのだが、ガデスがその事実を隠し続けてきた。幼少時にガデスにさらわれたガルディは洗脳され悪の片腕になってしまっていた。しかし、最終決戦の戦場で旗色悪しと思ったディオンドラがロムを動揺させようと、ロムとガルディは兄弟と漏らしてしまったため記憶が甦ってしまう。天空宙心拳の教え「悪を倒し正義と真実を守ること」を思い出したとき、ガルディはロムたちの味方としてガデスに立ち向かった。
天空暗黒剣 腐乱剣【てんくうあんこくけん ふらんけん】
ロムの剣狼、天空心剣と同じく、手にした流星をつかった剣技。斬り付けた物体を腐敗させる威力を持つ。岩石超人の体当たりでも破壊できなかった扉を切断、溶解させた。

デビルサターン6
声 - 小野健一
ギルヘッドを中心とする怪物マシンへ変形する6体の妖兵コマンダーが、「六鬼合体」することによって「デビルサターン6」が誕生する。バイカンフーとほぼ互角のパワーを持つが天空宙心拳には歯が立たない。巨体を生かしたパンチ、空中よりの飛び蹴りデビルスマッシュなどの技を駆使し戦う。また最後の切り札として頭部を引っ込め、そこから高熱の緑の液体を出し相手を焼き尽くす大技を隠し持っていた。ランキングナンバー1の座から、敗戦を重ねた影響で転落、ランキングアップを狙いロムたち一行と何度も戦うもついに勝てず、最終決戦でバイカンフーのサンライズボンバーに敗れ爆発する。なお、陰での努力は続けていたようで、物語後半ではバイカンフーの大技ゴッドハンドスマッシュをかわす場面もあった。なお、デビルサターン単体の名称はバンダイ発売の玩具にて設定されているものであり、劇中では未使用。またデビルサターンの担当声優はギルヘッドを除き回ごとに変わっている場合がある。
単体ではコマンダーランキング1位に相応しく、メンバー1人でもレイナやジムを寄せ付けない。道場師範代ルリィも倒して痛めつけた。
続編である『マシンロボ ぶっちぎりバトルハッカーズ』にもキャスモドン、ザリオスなどとともに登場する。
No.1・ギルヘッド
声 - 小野健一
銀色のボディで、刺のついたヌンチャクを武器として使用。合体の際は頭部と胸を形成。大阪弁で喋り（演じている小野のアドリブが発端）本編ではもっぱらやられ役。弱い者は徹底的に傷めつけたり、後ろから相手を襲うなど勝つためには手段を選ばず、簡単に相手を殺してしまうなど冷酷な性格。
No.2・バラバット
声 - 鈴木勝美
黄土色のボディ。戦闘では「ハオォォー！」などと奇声をあげながらトンファーを振り回す。抜け目がない性格で常にランキングを上げるため自身の活躍のアピールを忘れない。合体の際に構成するパーツは左腕。デビルサターンへの合体時、デスクロウと体の色が入れ替わる。
No.3・デスクロウ
声 - 梅津秀行
赤色のボディ。武器として刺又を使用する。お喋りな性格で攻撃の際にも「この!これでどうだ!ざまァ、こんちくしょう、スットコドッコイ!」とセリフが止まらない。また敗北した際には言い訳も得意。合体の際に構成するパーツは右腕。
No.4・グロギロン
声 - 速水奨
カラーはダークグレーと白。狼牙棒を使用し敵と戦う。また両肩に強力なビーム砲を装備する。合体の際に構成するパーツは胴体と腰。
No.5・アイゴス
声 - 梅津秀行、鈴木勝美など
緑のボディで武器は鎖鎌。合体の際に構成するパーツは右足。女性に悪戯を働く危険人物で、事あるごとにレイナやミンなどに手を出そうとする。
No.6・ブルゴーダ
声 - 梅津秀行、鈴木勝美など
ダークブルーとイエローのボディで青龍刀を武器にする。刀を愛する異常なマニアであるらしい。合体の際に構成するパーツは左足。

ビビビマウス
いつもガデスの錆取りをしている小型のロボット。一生懸命に働いているが、ガデスが激怒した際などに握りつぶされたり、投げ飛ばされたりする。前期エンディングでは歌に合わせダンスを踊っていた。
妖兵A
声 - 小野健一、鈴木勝美、梅津秀行ほか
兵士。爬虫類のような頭部をもつ妖兵。右腕がビーム砲、左腕の爪が武器になっている。前半によく登場したが、キャスモドンなどが量産されるようになると姿を消した。頭部側面にはオレンジ色の毛を生やしている。オープニングでレイナに蹴りを受けている。なお設定書でも妖兵Aとだけ記載されており名前は無いらしい。
妖兵（名称不明）
声 - 小野健一、鈴木勝美、梅津秀行ほか
兵士。爬虫類のような頭部をもつ妖兵。Aとは違い頭部や鼻の上に角が生えている。ミサイルランチャーや斧や剣などを武器にする。他の妖兵と同じくこれといった特殊能力は無い。数で攻めてくる。他にも名称不明の妖兵は9話で登場したトリムスパンサーを襲ったブーメランを武器とするタイプ、13話や天空魔城の戦いに参加したグルジオス配下の骨やゾンビを彷彿させるタイプなどが登場した。
キャモドンダー
声 - 小野健一、鈴木勝美、梅津秀行ほか
戦闘員。物語前半で登場したサソリのような突起が付いた頭部と四つある目が特徴の妖兵。これといった特殊能力は無い。ミサイルランチャーや刀などを武器とする。最後までギャンドラーの構成員として登場し続け、第一線で戦い続けていた。
ザガム
声 - 鈴置洋孝
かつてコマンダーランキングの1位の座にいたこともある実力者。性格は冷静で氷の戦士の異名を持ち、極寒の地での戦いに優れた妖兵コマンダー。ロムたちですら耐えられない絶対零度の環境でも問題無く戦える。レイナを絶対零度のクレバスに引きずり込む。足はスケート靴のようになっており、アイスホッケーのスティック状の武器を使用する。保護色を使い姿を消したように見せることもできる。エルラ（声 - 吉川知子）という女性と恋仲だった。
怪龍ミズチ
磁気湿地帯のジャングル、バブリア地区にロムの父・キライによって封印されていた妖兵コマンダー。かつてクロノス星を襲った際にキライと戦い敗れている。ディオンドラによって封印より解き放たれ、キライの息子ロムに復讐をしようと襲いかかった。バイカンフーと戦いゴッドハンドスマッシュを受け死亡する。後にグルジオスによって亡霊として復活し、再びロムと対峙する。
龍王拳 水龍蹴り【りゅうおうけん すいりゅうげり】
巨大な足で敵を蹴りつける蹴り技。
龍王拳秘儀 鱗斬剣【りゅうおうけんひぎ りんざんけん】
肩よりうろこ状のミサイル連続で撃ちだす技。亡霊として再登場した際も使用。
龍王拳 憎殺陣【りゅうおうけん ぞうさつじん】
地面に剣を突き立て剣に貯めたエネルギーを放出し、自分の周辺に大規模な地割れを起こす大技。

ジンギ
声 - 島田敏
野牛型の戦士でギャンドラーに雇われていた傭兵。敵に対しても義理と礼儀を大切にする性格であるため、グルジオスの不興を買った。ギャンドラーにも恩義があると、ロムに正々堂々戦いを挑む。バイカンフー戦では巨大化、野牛に変形して強烈な体当たり攻撃を仕掛けたが、サイクロンドライバーを受け戦死する。
ホーンブーメラン
ジンギの必殺技。頭部にある巨大な角をブーメランのように投げて攻撃する技。手に持ち短剣のように斬りかかったり、強力な電撃を発し、相手を感電させることもできる。
キナ
声 - 本多知恵子
ジンギの娘。ディオンドラより「ジンギは卑怯な手段で殺された」との嘘の話で煽られ、父の仇を討つべくギャンドラーの妖兵コマンダーとなった。戦いの最中、ロムはディオンドラの言うような人物ではないと思い始め、戦意を喪失してしまう。だが、ディオンドラの催眠術で操られ、弟のコロンと合身しジンギマークIIとなり再び戦いを挑む。催眠術が解けた時、彼女はロムを許し、本当の武芸者と認め火口に沈んでいった。
コロン
声 - 難波圭一
ジンギの息子でキナの弟。姉とともに父の仇ロムの命を狙う。素早い身のこなしが最大の武器。後に父のジンギ、姉のキナとともにグルジオスの能力で悪の死霊としてよみがえった。
ジンギマークII
声 - 本多知恵子、難波圭一
ロムに敗れたジンギのデータを基にグルジオスが開発した妖兵コマンダー。「合体！」の一言でキナとコロンが合身しこの形態に変身する。父のジンギの野牛形態に酷似した外見を持ち、父より大きな頭部の巨大な角を武器に体当たり攻撃を繰り出す。尻尾が伸び相手をからめ捕ったり、父親譲りの電撃攻撃も可能。
ギルマン
声 - 広瀬正志
かつて繁栄した伝説の大陸ムウの本当の末裔。双頭の水中型妖兵コマンダー。ムウを復興させるためギャンドラーに魂を売り渡した。海底深く眠る狼の紋章を引き揚げる命をガデスより受けていたが、実際はムウ復興を狙っていた。首が二つあるためあらゆる方向からの攻撃に対応でき死角がない。ロムやジェットの攻撃をことごとくかわした。すさまじい生命力を誇り、首を刎ねられても首だけで活動しロムを襲った。両腕をドリルに変形させて戦う。
国王ギランドル
声 - 郷里大輔
ギランドル王国の国王だが自身の利益のためにギャンドラーに忠誠を誓い、強力な威力を持つバルトニック爆弾を作ろうとした。人の良い国王を演じているが実際は悪人。戦闘の際は巨大化、アリジゴクのような姿になりロムを襲う。側面より生えた多くの足を利用し相手の動きを封じる。蟻地獄にバイカンフーを引きこみ戦ったが成敗された。
アイアンサンド
声 - 稲葉実
体が砂鉄でできた妖兵コマンダー。どんな形にも体を変えることができる。単体でも戦えるがバイカンフーとパイルフォーメーションするロムのようにバグと合身することでさらに強力な力が出せる。体が砂ゆえあらゆる物理攻撃を無効化していたが、バグと合身した後はこの能力は失われた。
電磁照射【でんじしょうしゃ】
アイアンサンドと合身したバグの繰り出した技。鉄の鉱石もドロドロに溶かす威力を持つ電撃攻撃。
必殺 ダブルソード【ひっさつダブルソード】
アイアンサンドと合身したバグの繰り出した技。両腕を鋭い刃物に変形させ、敵に突っ込む。

キャスモドン
声 - 梅津秀行
ドラゴンリバー付近ダコタの町で作戦を展開した妖兵コマンダー。河を挟んで生活するクロノス族とバトル族を仲違いさせ双方の町を滅ぼし、鉱物資源ロムトロンをすべてギャンドラーの手中に収めるため暗躍する。強力なカギ爪はバトル族のボディを簡単に粉砕する。また右腕よりバインドソードを出し巨大な岩石をも両断する。また戦闘機に変形しての突撃攻撃を必殺技としている。最期はバイカンフーのサンダークローを受け、ボディを握り潰され爆死した。物語後半ではギャンドラーの量産ラインに乗り、同型のキャスモドンが大量に登場する。ギャンドラー内部の妖兵コマンダーの代表的存在。デビルインベーダーとして玩具でも発売され、深海や沼地に生息し、全てのエネルギーを貪欲に吸収し、なんにでも異常適応してしまうといった設定がつけられていた。
ブロッコ
声 - 広瀬正志
別名、囚人No.96号。極悪囚人として護送中にギャンドラーに救出され、新兵器・反射レーザーを開発するためのエルメディアという宝石を強奪するためディオンドラに雇われ作戦を展開する。試作段階だが反射レーザーを発射する剣を装備する。ドリルやハンマーが次々と生えてくる腕部も強力な武器。簡単に相手を殺してしまう極悪人であるが、かつてアンダークロノスの敵と戦ったことがあり、その活躍から町では敵を打ち倒してくれたと勘違いされ英雄扱いされていた。最後はカラスがブロッコに化け、ロムに囚人No.96号として成敗されたことで英雄伝説は守られた。反射レーザーは完成すれば衛星軌道上よりクロノス星を攻撃できる強力な兵器となるはずだった。エンディングでのキャスト表記は喜多川拓郎とミスクレジット。
グローバイン
声 - 喜多川拓郎（本編） / 梅津秀行（スーパーロボット大戦シリーズ）
二刀流の剣を駆使した暗黒相殺剣の使い手。サムライのような外見と左肩についたクローバーマークが特徴。ギャンドラーの妖兵コマンダーだが卑怯な真似を嫌い、女子供に容赦なく手を出すデビルサターンNo.1・ギルヘッドの足を怒って切断した。戦いの中にしか自身の存在理由を見いだせず、戦いを求めギャンドラーに参加している。20年ぶりに出会った剣の強敵ブルージェットをライバル視する。
暗黒相殺剣【あんこくそうさつけん】
自身の体を2体に分身させ、1体が相手に襲いかかり、それが斬られても、もう1体が態勢の整わない相手を斬るというグローバインの秘儀。
ギルダー3兄弟
破壊コマンダーの異名を持つ妖兵コマンダー。頭部と胸に1つずつある巨大な目玉が特徴でボディカラー以外の外見上は全く同じだが、それぞれが違う必殺技を持つ。パメラ国とガルバ国の間で戦争を起こすため、パメラ国の王女ソリティアを狙った。ロムのように「世の中には2種類のやつがいる、太陽の光を好む奴と竜巻の嵐を好む奴だ!」などと必ず名乗り口上とともに出現する。素早い動きと、どこにでも現れることのできるワープ能力を全員が持つ。一度敗北したのち、改造手術を受け合体能力を手に入れ3体が合体しジャイアントギルダーとなる。なお作戦にあたった時点でのコマンダーランキングはナンバー1。
ブラックギルダー
声 - 二又一成
黒いボディに赤い毛を生やした妖兵コマンダー。腹から飛び出すギロチンを武器にする。この武器は追尾能力をもっており空飛ぶジェットを撃ち落とした。またギロチンは高速で連射することができる。
レッドギルダー
声 - 西村智博
赤いボディに緑の毛を生やした妖兵コマンダー。腕に持つ鎌を武器にして戦う。
シルバーギルダー
声 - 小野健一
銀のボディに紫の毛を生やしたギルダー兄弟の一人。ヘビのように伸びる腕を武器とする。
ジャイアントギルダー
声 - 二又一成
3兄弟が強化手術を受け、手に入れた合体能力で合体した姿。ブラックギルダー能力の空飛ぶギロチン、レッドギルダーの鎌のようにするどいブーメラン、シルバーギルダーの能力の蛇のように伸びる尻尾と兄弟の特徴をすべて使用できる。また強力なアゴで噛みつき、ケンリュウを圧倒した。だが、ソリティアの活躍で怯んだところを天空宙心拳・唐竹割りで成敗された。

怪僧プリーチャ
声 - 島香裕
裏切りと不信の神を崇める背徳の僧侶。ガルディの秘蔵っ子と呼ばれる強力な妖兵コマンダー。悪事の限りを尽していたが、捕らわれ処刑されかけたところをガルディによって助けられギャンドラーの妖兵コマンダーとなった。命令を無視したため処刑しようとやってきたグルジオスやドリルに幻影を見せ返り討ちにした。一時はその強大な力を見たロムは戦意を喪失させ、レイナやジェットたちとの信頼関係をも破壊した。しかし恐怖を克服したロムと仲間たちの協力で弱点の鐘の音を聞かされ力を失ったところにバイカンフーのエンジェルサンダーを受けボロボロに崩れ去った。
ブラックバース
声 - 二又一成
ロム抹殺の使命を受けガデスより遣わされた妖兵コマンダー。デビルズアイランド周回レースに参加したロムをレース中に抹殺しようとハリーと罠を張る。発電能力を持ち、その能力で誘導電波を出し電磁クラゲを操る。利用するだけ利用し、用が済んだハリーを簡単に見限り殺そうとするなど残酷な性格。最期はバイカンフーのサンダースイングを受けマグマの中に沈み、熔解して死亡する。
電磁ショック【でんじショック】
自身の持つ放電能力を利用し相手に触れ、電気を流す技。羽交い締めにしてケンリュウを感電させ攻撃した。

デビルロック
声 - 小野健一、鈴木勝美、梅津秀行ほか
ギャンドラーに所属する岩石超人。超人硬度10。宇宙隕石に変形する。ブラウンのボディと頭のてっぺんにあるモヒカン状のトサカが特徴。岩石超人なので岩に変形して体当たりを得意とする。岩に変形すると耐久力もアップし、マシンロボもドロドロに溶かしてしまう酸の川でも溶けない。またバラバラにされても岩石片が合体し、すぐに再生する。レイナを失神させ、ディオンドラに供じた。
デビルロック・クレイ
声 - 池田秀一
岩石超人デビルロックの一人。レイナが転落した縦穴にいた男。凶暴な人食い花に噛みつかれ穴から出られずにいた。レイナを自らの足を切断してまで助けてくれたが、実はギャンドラーの妖兵だった。しかし、レイナの心のやさしさに触れ考えを改める。戦いの最中、レイナをギャンドラーの攻撃から守り死亡する。βエネルギーという能力を持つ。非常にお喋り。
βビーム【ベータビーム】
手に持つ武器より照射されるβエネルギーの光線。ガイガーロックの撃つαビームと合わせることで強力な破壊光線となる。

ガイガーロック
声 - 小野健一、鈴木勝美、梅津秀行ほか
ギャンドラーに所属する岩石超人。ダークグリーンのボディと怪獣の様な頭部が特徴。雑魚として登場する機体は同種のゲルバーと同じ武器を持つが、αエネルギーは照射することができず、かわりにアトミックデスフォークという光線を発射していた。デビルロックと同じく岩に変形しての体当たり、地中を自由に掘り進み、突然地中から現れる奇襲戦法も見せた。
アトミック・デス・フォーク
手に持つふたつの銃身を持つ武器より発射する破壊光線。

ガイガーロック・ゲルバー
声 - 喜多川拓郎
岩石超人ガイガーロックの一人。岩石超人たちの故郷・ゾランの遺跡に眠る地下資源を狙い、同じ岩石超人たちを襲った。デビルロック・クレイの持つβエネルギーと対になるαエネルギーを持つ。うちわのような武器よりαビームを照射するとマシンロボは痺れる程度だが、これにβビームを合わせるとあらゆる物質を破壊するエネルギー弾となる。バイカンフーと戦い敗れた後、人食い花に食い殺された。
αビーム【アルファビーム】
手に持つ武器より照射されるαエネルギーの光線。
暗黒増影拳【あんこくぞうえいけん】
ゲルバーの技。αエネルギーを利用して不思議な空間を生み出し、自身の影を大量に生み出す必殺技。どれが本物か解らず混乱する相手を攻撃する。
ダブルロック
声 - 小野健一、鈴木勝美、梅津秀行ほか
悪の岩石超人。二つの顔を持ち一方が火炎、一方が冷気を口から吐き出す。他にトゲの生えたフライパンを二つくっつけたような武器を使う。おもに岩石超人のコマンダーの配下として働く下級コマンダー。本編でこれといった活躍はなかったが、捕らえたレイナに膝蹴りを顎に喰らうも、逆に嘲笑い、痛めた膝にしかめるレイナを凍結させかけ苦しめた。
プラズマサンダー
ダブルロックの必殺技。手にした武器を投げつける技。放電しながら飛んでいき、電気ショックとトゲで相手を倒す。

ザリオス
声 - 小野健一、鈴木勝美、梅津秀行ほか
20話より登場した妖兵。腕の2本の爪、足のキャタピラが特徴。他の妖兵と話していたが、かわいい子のいる店を知っているらしい。キャスモドンと同じく玩具として発売されている。サソリのような形態に変形し、素早く動き、強力なハサミで攻撃する。他の妖兵たちと同じく日々、ランキングを上げるために戦っている。
バルダス
声 - 小野健一、鈴木勝美、梅津秀行ほか
20話より登場した妖兵。2本の角を生やした龍のような頭部が特徴。玩具でも発売されており、身体がダイヤモンドより硬い、岩山地帯に適応したタイプといった設定が付け加えられていた。ビーム砲を装備し、ロケットランチャーやマシンガンなどで武装する。仲間のキャスモドンと同じく変形し飛行する。
ファルゴス
声 - 小野健一、鈴木勝美、梅津秀行、加賀谷純一ほか
青紫のボディーで羽根の生えた妖兵。空中戦闘に向いているようだがそういった描写は描かれず、基本的に妖兵はほとんどが空を飛べるため目立つ部分がない。肩よりのビーム砲と腕のハサミを武器にする。玩具設定では溶岩エネルギーでレーザーを発射するなどの能力を持つ。
ワイズマン
声 - 鈴木勝美
UFOに手足が生えたような妖兵コマンダー。低周波ウェーブ（催眠音波）を出し、町全体を洗脳できる強大なエネルギーを持つ。しかしこの技は若い女性には通じず、町の少女サラとロムの協力で倒されてしまった。妖力は強いのだが、耐久力は低く、女性用の小型ロケットランチャー一発でダウンしてしまう。内部にいるナーブという脳髄のような妖兵コマンダーがその正体。
ギルディス
声 - 小野健一、鈴木勝美、梅津秀行ほか
21話より登場した妖兵。それ以後、雑魚として大量に登場する。赤いボディーでカニかサソリのような外見をしており両手のハサミが特徴。草木を主食とし、食い散らかした後は砂漠しか残らない暴食な性格である。武器は両腕から放つギルドブラスター。キャスモドンたちと同じく変形し、飛行し、機体側面についた刃で攻撃をする。彼らと同じく下級妖兵だが、部隊の指揮官がギルディスであることが多く、物語後半ではジェットに自ら一騎討ちを挑み、敗北するもジェットに手傷を負わせ「手ごわい奴」と言わせた強力な個体もいた。下級の妖兵の中でも一段階上のタイプであるらしい。玩具として発売されている妖兵コマンダーの一人。
マグマニアン
声 - 戸谷公次
ベスビアンコで作戦を展開した妖兵コマンダー。一本角を生やした恐竜のような外見を持ち、ガルディの指揮下で戦った。マグマをエネルギー源としており、噴火のエネルギーを吸収し巨大化した。また火山弾を自由に操り攻撃することができる。右腕の槍を高速回転させ、ドリルのように扱いバイカンフーと戦った。しかしファムたちの活躍でマグマが凍ってしまい、パワーダウンしたところにムーンライトスマッシュをうけ大爆発、死亡する。
アシュラ
声 - 大友龍三郎
妖兵コマンダーランキングナンバー1の最強コマンダーにして、最後の妖兵コマンダー。ワイヤーで繋がれ発射できる腕部のハサミ、後述する腹部に装備したナットール弾などが武器。一人称は「アシュラ様」で自分の力に絶対的な自信を持っている。バイカンフーを圧倒したが、ジェットの剣を借り受けたヘリタンサーに腕のワイヤーを切断され、ひるんだところにサンダーサイクロンをぶち込まれ戦死する。なお攻撃の際には「アチャー!」などと奇声を発する。
ナットール弾【ナットールだん】
腹部にある4門の発射口より発射する粘着性の液体。受けた相手は動きを封じられてしまい、アシュラはそこを残虐に殺す戦法が得意。

## メカニック
本編に登場するマシンロボ群は、本作品放送以前から「マシンロボ」シリーズのデザインをそのまま使用していた。ロム、ジェットロボ、ドリルロボに関しては非変形の可動フィギュアも存在。トリプル・ジムやバトルフレックスなど、アニメと連動した商品も多数発売された。
ケンリュウ
剣狼で呼び出される蒼き巨人。全高3.33m、重量33t。光のエネルギーが頂点に達した時、剣狼は次元の壁を超えて、ケンリュウを呼び寄せられる（パイロット版では、剣狼からではなく未発売の乗り物から発進している）。ロムはケンリュウと合身することにより、その力を数十倍に高めることができるようになる。主に天空真剣(剣技)を中心に戦う。劇中ではバイカンフーに合体する際の中間形態としての登場が多かったため活躍の場は少なかったが、何度かの戦いではバイカンフーを呼ぶことなくケンリュウのままで戦い抜き、その存在感を示した。ギャンドラーとの戦いが終わってからは、バイカンフーと共に石となった。『レイナ剣狼伝説』では、ロボットではなく、ロムの装着するパワードスーツとして登場。
天空宙心拳 真空竜巻【てんくうちゅうしんけん しんくうたつまき】
剣狼を高速回転させ竜巻を発生させる。
天空宙心拳 角分裂【てんくうちゅうしんけん つのぶんれつ】
亡霊ジンギに使用。剣狼で角を切断する技。
天空宙心拳 爆裂空転【てんくうちゅうしんけん ばくれつくうてん】
剣狼より撃ちだす強烈なエネルギーで相手を弾き飛ばす技。ジンギ、ザガム、ミヅチ、キナ、コロンの亡霊を壁ごと弾き飛ばした。
バイカンフー
剣狼で呼び出される赤き巨人。全高5.76m、重量59t。最高速度M1.0。「天よ地よ、火よ水よ…我に力を与え給え」とロムが唱え、剣狼を空中に投げ上げることでパイルフォーメイションが発動、ロムの意思を受け、剣狼が空中で光となると、時を超え、次元を超え、パイルフォーメイションは完成する。バイカンフーは地上全てのエネルギーとシンクロし、自然現象さえも変えるパワーを出すことが可能となる。ケンリュウとは対照的に、天空宙心拳(徒手空拳)を中心とした戦い方で必殺技は多種に及ぶ。「パイルフォーメイション」のフレーズが登場したのは第16話からで、それまでは「メタモルフォーゼ」という表現がなされていた。
サンダーパンチ
閃光とともに相手に強力なパンチを打ちこむ。1話では一撃でデビルサターン6を撃破した。
サンダーボルトスクリュー
空高く舞い上がり敵に強烈な蹴りをお見舞いする技。この他にもバイカンフーボンバー、サンダーサイクロン、ストームキックなど見た目は同じようだが技名が違う蹴り技を多数使用する。
天空宙心拳 招雷【てんくうちゅうしんけん しょうらい】
自然界の雷の力を利用し、バイカンフーに雷を落とし、それをエネルギーとする技。この技自体では雷雲を呼ぶだけだがその後、雷をまとったボディでライトニングスマッシュやサンダークローなどの大技にもっていく。
ライトニングスマッシュ
招雷で蓄積した雷のエネルギーを剣狼を通じて利用し、相手に撃ちこむ遠距離攻撃技。受けた相手はその強大なエネルギーで内部より大爆発を起こす。
サンダークロー
招雷で蓄えた雷のエネルギーを腕部に集中し、相手を掴み（プロレス技のアイアンクローと同じ技）全てを相手に流し込む技。相手は感電した後、大爆発する。
エンジェルサンダー
招雷で蓄えた雷のエネルギーを相手に撃ちだす技。相手の体の部分をピンポイントで貫通、破壊する。
サンダースイング
相手の力を利用し、敵を投げ飛ばす技。飛び蹴りをしてきたブラックバースをカウンターで投げ飛ばした。
ファイヤーチョップ
自然界の火の力を利用し炎をまとった手刀で相手を攻撃する。
ライトニングバースト
自らが強烈な閃光となり、相手に体当たりをかけ粉々にうち砕く技。
サイクロンドライバー
パイルドライバーのような技。相手の足をもって地面に頭部を打ちつける。
天空宙心拳 唐竹割り【てんくうちゅうしんけん からたけわり】
剣撃技。手にした剣狼を振り下ろし、相手を脳天より真っ二つにしてしまう豪快な技。
ゴットハンドスマッシュ
手刀に全エネルギーを集中し、相手の腹部を突き刺しその内部中枢メカを破壊する必殺技。怪龍ミヅチに使用し、その腹部の中枢メカを握りつぶし一撃で撃破した。似たような技でムーンライトスマッシュも存在。
バトルフレックス
ロムの愛車である大型バギー。人工知能が搭載されている。タイヤが自在に変形する。
ランドジャイアント32
その名の通り32輪の巨大タイヤで動く超大型オフロードマシン。登攀能力が高い。
ランドコマンダー5
バイクロボが操縦するコマンダータンクを中心に四つのパワードスーツが四肢になるロボット。二連ビームライフルで狙い撃つのを戦法とし、バイカンフーやロックドン・ロックギランに並ぶ主戦力となって活躍する。物語終盤ではパワードスーツに入る5体のメンバーのうち救急ロボを除く4体が交代し、バイクロボもランドコマンダー5とは別行動できるようになった。劇中ではそれなりに苦戦はするものの、ナレーションでは大活躍と賞賛されている。
身長5.8m、重量23.5t、最高速度M0.28
ロックコマンダー
宇宙隕石をベースに造られた1人乗り用の可変車両。飛行形態、車両形態にそれぞれなる。劇中には2機登場。
ブレーザーカノン
ケンドーロボがロムたち3人のために開発した専用武器。白兵戦において大多数を相手に体力を消耗させないことを想定して設計。エネルギータンクを背負い、右腕に装着して撃つ。ジェットは収束型、ドリルはバルカンタイプになっている。
パワーライザー
レスラーロボが開発した一種のパワードスーツで、肉弾戦に真価を発揮する。脳波と同調することで搭乗者の動きを完全にトレースし、ロムのような達人が操縦すれば妖兵コマンダーはおろか大幹部クラスとも互角に渡り合えるが、パイロットの感情が高ぶりすぎて脳波が乱れるとコントロール不能に陥ってしまう。劇中ではロム機、レイナ機、レスラー機の3体が登場した。
バトルベース
戦いを放棄したエメラルドシティの人々がギャンドラー反抗の象徴として製作した移動要塞。母体甲板上が非対称。
バリガールX（エックス）
ギャンドラーの戦闘母艦。機動力とダイヤモンド以上の防御能力を持つアンドロメタルの装甲で身を包む。
デザインは『太陽戦隊サンバルカン』の移動要塞・ジャガーバルカンを黒くし、角などを付け禍々しくしたもの。

## 用語
天空宙心拳【てんくうちゅうしんけん】
キライが創設した宇宙拳法のひとつ。初歩的な組み手から禁じ手まで様々な種類があるが、己の心を厳しく律するなどの掟がある。
剣狼【けんろう】
キライから授けられた柄が金色の剣。鍔に「狼の紋章」が刻まれており、ロムはこれを使いケンリュウやバイカンフーに合身する。流星とは一対であり、ガデスとの最終決戦の際には二刀一刃となり使用された。この世に一本しかなく、時を超え、次元を超えた存在であり、彼だけではなく様々な人物が使い手となっているが、奇跡の体現が各々異なる。
流星【ながせ】
ガルディの使用する青い柄の剣。剣狼と違い赤く輝く白い尾を引く流れ星を模した紋章が描かれている。剣狼同様、ロボットとの合身能力があるかどうかは不明。
クロノス星
マシンロボたちが住む地球型惑星。様々な種類のマシンロボたちが住み、一見平穏な星に見えるが、危険生物が自然界には跋扈している。
クロノス族
ヒューマノイドタイプのマシンロボの種族。表情がロボットタイプなのと大別できる。他の形態に変形することはできないが、ボディの装甲は成長とともに大きくなる。外見が16歳の体格の良い者でさえ800kg以上の重さがある。クロノス星出身者ではなく他星からの移住者らしいが、部族ごとに指導者になることが多い。
ジェット族
戦闘機やジェット機などの飛行形態に変形可能なマシンロボの種族。マシンロボたちの中で唯一空を飛べる存在。ヘリコプターから戦車といった2段、3段変形するものもこの種族に含まれている。
バトル族
パトカーや戦車、ダンプカーなどに変形し、地上や海を移動できる種族。もっともクロノス星に多い民族であらゆる街でその存在を確認できる。
レオ族
動物に変形する種族。比較的近代的な生活を送る他の種族とは違い、草原などを渡り歩く移動型民族である。さまざまな掟が存在し、その掟を絶対に守る。
岩石超人【がんせきちょうじん】
岩石に変形するマシンロボの種族。「ロックピープル」とも呼ばれる。岩山や遺跡で生活し、独自の倫理観を持つ者も多い。中には、ギャンドラーに組する悪のマシンロボも存在する。
宝石超人【ほうせきちょうじん】
全身が宝石によって覆われているマシンロボの一族。その個体数は少なく、他の民族と出会うことも少ないが、特殊な能力を持っている。体は強固だが、高温、高熱に弱い。
化石超人【かせきちょうじん】
恐竜のマシンロボの種族。中には四対合体の恐竜もいる。
アイアンイーター
マシンロボを食物にする云わば天敵である植物の化け物。口から出す体液はマシンロボの生体金属を溶かす。昆虫のような足を持ち、移動する。
ロムトロン
マシンロボのエネルギー源。植物からも取れる。
狼の紋章【おおかみのもんしょう】
クロノス星のどこの町にもある謎の紋章。キライがクロノス星を旅して残したもの。
ハイリビード
無限の可能性を秘めた超エネルギー。当初、「伝説の錆止め剤」と思われておりガデスが狙っていた。ロムの父が残した狼の紋章にその手がかりが隠されており、常にこの秘密を狙いギャンドラーとロム一行は激しくぶつかった。
エメラルドシティ
クロノス星最大の要塞都市。西に永久凍結された湖、北にはロック族が住むロックスマウンテン、南に広大な赤い砂漠が広がる難攻不落の城砦都市である。物語中盤から最終決戦までの戦いの舞台となる。
宇宙犯罪組織ギャンドラー
宇宙をまたに駆けて悪事を行う犯罪組織。全宇宙を支配下に治め、無限のエネルギー、永遠の命を手に入れるために活動する。ガデスを筆頭に幹部グルジオス、ディオンドラ、ガルディ、その下に妖兵コマンダー、そして最下級の妖兵という図式で構成される。構成員が後述する傭兵集団という関係上、構成員のガデスに対する忠誠心も表面だけのものであり、最終決戦では形成不利と見たコマンダーたちは、ガデスが生存しているにもかかわらず次々と投降し、組織は簡単に崩壊してしまった。
妖兵コマンダー【ようへいコマンダー】
デビルインベーダーを中心に構成されるギャンドラーの構成員。主にグルジオス、ディオンドラ、ガルディの指揮の下で作戦にあたる。それぞれ強力な特殊能力を持ち数々の悪事を働く。自己の利益のためにギャンドラーに協力している傭兵集団であり男、女、子供、一国の王、僧侶などさまざまな身分や性格の者がいる。しかしギャンドラー正規軍ではないため裏切り、命令違反をする構成員も少なくなかった。物語後半には妖兵コマンダーは登場せず、ディオンドラやガルディが直接妖兵たちの指揮にあたっていた。
妖兵【ようへい】
下級の構成員たち。キャスモドン、ザリオス、ファルゴスが代表格。コマンダーを目指し、日々ランキングアップを図る。
コマンダーランキング
ギャンドラー内部の強さのランク。ガデスによって管理され、ギャンドラーに有益な成果を上げるとランクが上がる。一方で一度でも失敗すればランクが下がる。ギャンドラー組織内部での権力、エネルギー補給量などランクが高い者が優遇される仕組みになっている。本編中でも当初はデビルサターン6がナンバー1だったがランクダウン、ギルダー兄弟がナンバー1、アシュラがナンバー1になるなど常に変動していた。妖兵コマンダーはランキングが3ランク下がると焼却処分されてしまう。

## スタッフ
- 制作 - 佐藤俊彦
- 企画 - 嶋村一夫（読売広告社）、加藤博
- シリーズ構成 - 園田英樹
- キャラクターデザイン - 羽原信義
- メカニックデザイン - 原口沢清、山田高裕
- 色彩設定 - 中山久美子
- 美術監督 - 東条俊寿、渡辺佳人
- 撮影監督 - 福田岳志
- 音響監督 - 清水勝則
- 音楽 - あかのたちお
- 監督 - 吉田浩
- プロデューサー - 江津兵太（テレビ東京）、大野実（読売広告社）、梅原勝
- 製作 - テレビ東京、読売広告社、葦プロダクション

## 主題歌・挿入歌
オープニングテーマ
「マシンロボ・炎」（第1話 - 第18話）
作詞 - 三浦徳子 / 作曲 - 馬飼野康二 / 編曲 - あかのたちお / 歌 - マーチン
パイロット版にも使用されているが、歌詞と歌い手が異なる。テレビ用音源は、2種類がオープニングに使用されている。初期はレコード用音源に似た爽快な歌声の物だったが、第5話からはやや野太い発音で歌われた物に差し替えられている。
「勝利のマシンロボ」（第19話 - 第47話）
作詞 - 伊藤アキラ / 作曲・編曲 - 渡辺宙明 / 歌 - 子門真人
新オープニングテーマ。本編中では、パイルフォーメイション時のBGMとして流れることも多かった。
渡辺宙明によると、制作前に子門真人が歌唱することが決まっていたため、楽曲も子門の音域に合わせて作曲したという。
エンディングテーマ「青いハートのストレンジャー」
作詞 - 三浦徳子 / 作曲 - 馬飼野康二 / 編曲 - あかのたちお / 歌 - 渡辺絵麻
挿入歌
「ENDLESS」（第44話、第47話）
作詞 - 三浦徳子 / 作曲・編曲 - あかのたちお / 歌 - マーチン
「戦え!バイカンフー」（第19話、第42話）
作詞 - 伊藤アキラ / 作曲・編曲 - 渡辺宙明 / 歌 - 子門真人
この曲はアレンジされて、日本テレビ・『ズームイン!!朝!』の1コーナーである『プロ野球いれコミ情報』のオープニングテーマ（福留功男時代）に使用された。
「星のDream」
作詞 - 三浦徳子 / 作曲・編曲 - あかのたちお / 歌 - 渡辺絵麻
上記主題歌・挿入歌を収録したCD（LD32-5028）が東芝EMI・ユーメックスのフューチャーランドレーベルより1987年4月22日に発売された。レコードとカセットテープも発売されている。

## 放送リスト
| 話 | 放送日        | サブタイトル                       | 脚本              | 絵コンテ   | 演出       | 作画監督              | 敵キャラクター                                |
| -- | ------------- | ---------------------------------- | ----------------- | ---------- | ---------- | --------------------- | --------------------------------------------- |
| 1  | 1986年 7月3日 | 巻起これ・嵐・正義の拳法           | 園田英樹          | 吉田浩     | 吉田浩     | 大張正己              | デビルサターン6                               |
| 2  | 7月10日       | 剣狼よ、勇気の雷鳴をよべ           | 園田英樹          | 日下部光雄 | 藤本義孝   | 大張正己              | デビルサターン6                               |
| 3  | 7月17日       | メタルラスターを奪え               | 平野靖士          | 吉田浩     | 村山靖     | 田中保                | デビルサターン6                               |
| 4  | 7月24日       | 悪魔の罠支配された町               | 中ひろ子          | 内田祐司   | 内田祐司   | 平山則雄              | デビルサターン6                               |
| 5  | 7月31日       | 絶対0度の熱い戦い                  | 岸間信明          | 根岸弘     | 根岸弘     | 寺東克己              | コマンダー・ザガム                            |
| 6  | 8月7日        | ロックピープルと怪龍ミズチ         | 園田英樹 中ひろ子 | 野寺三郎   | 藤本義孝   | 芥川義明              | 怪龍ミズチ                                    |
| 7  | 8月14日       | レオ族の女戦士、ソフィア           | 岸間信明          | 長谷川康雄 | 長谷川康雄 | 奥田淳 太田博光       | 傭兵ジンギ                                    |
| 8  | 8月21日       | 失われたムウの悪魔の海             | 岸間信明          | 中村喜則   | 中村喜則   | 平山則雄              | ギルマン                                      |
| 9  | 8月28日       | 爆走!!タンクトランサー             | 大川俊道 室賀厚   | 横山淳一   | 横山淳一   | いないはじめ 清水義治 | 国王ギランドル                                |
| 10 | 9月4日        | 暗黒の使い手バグを倒せ             | 園田英樹          | 長尾粛     | 長尾粛     | 菅沼栄治              | バグ・ニューマン アイアンサンド               |
| 11 | 9月11日       | 大いなる河に愛を誓え               | 岸間信明          | 保坂和彦   | 村山靖     |                       | キャスモドン                                  |
| 12 | 9月18日       | エルメディア英雄伝説               | 大川俊道 室賀厚   | 横川臣孝   | 横川臣孝   | 和田卓也              | ブロッコ                                      |
| 13 | 9月25日       | ジェットよ双殺剣を破れ             | 園田英樹          | 長尾粛     | 長尾粛     | 菅沼栄治              | グローバイン                                  |
| 14 | 10月2日       | 燃えて走れ姉弟戦士                 | 柚木圭            | 吉田浩     | 藤本義孝   | 羽原信義              | ジンギマークII                                |
| 15 | 10月9日       | 地平線より愛をこめて               | 大川俊道 室賀厚   | 横川臣孝   | 宇津木雅信 | 南野卓也              | ジャイアントギルダー                          |
| 16 | 10月16日      | 怪僧プリーチャーの挑戦             | 四十物光男        | 吉田浩     | 浦田保則   | 井上哲 野中みゆき     | 怪僧プリーチャ                                |
| 17 | 10月23日      | 死を呼ぶ天空魔城（前篇）           | 岸間信明          | 根岸弘     | 根岸弘     | 寺東克己              | グルジオス 幽霊コマンダー                     |
| 18 | 10月30日      | さらばグルジオス魔城決戦           | 園田英樹          | 湯山邦彦   | 日下直義   | 佐藤淳                | グルジオス 幽霊コマンダー                     |
| 19 | 11月6日       | 死のレースを走りぬけ!              | 岸間信明          | 吉田浩     | 横山淳一   | 長島正徳              | ブラックバース                                |
| 20 | 11月13日      | ギャンドラーから来た男             | 大川俊道 室賀厚   | 長尾粛     | 長尾粛     | 菅沼栄治              | デビルロック・クレイ ガイガーロック・ゲルバー |
| 21 | 11月20日      | 天使の心よバイカンフーを守れ       | 園田英樹 衣川仲人 | 吉田浩     | 藤本義孝   | 井上哲 野中みゆき     | ワイズマン ナーブ                             |
| 22 | 11月27日      | ロックドン対ロックギラン           | 岸間信明          | 日下部光雄 | 日下直義   | 勝亦祥視              | ロックドン ロックギラン                       |
| 23 | 12月4日       | ベスビアンコの燃える空             | 渡辺麻実          | 藤本義孝   | 浦田保則   | 川筋豊                | マグマニアン                                  |
| 24 | 12月11日      | マシンロボ全機出動せよ             | 園田英樹          | 村山靖     | 村山靖     | 井上哲 野中みゆき     | デビルインベーダー                            |
| 25 | 12月18日      | 出撃!ランドコマンダー5             | 岸間信明          | 山崎勝彦   | 日下直義   | 勝亦祥視              | デビルインベーダー                            |
| 26 | 12月25日      | クロスロックの大予言               | 岸間信明          | 大町繁     | 木下勇喜   | 木下勇喜              | デビルインベーダー                            |
| 27 | 1987年 1月8日 | 魔の山の騎士マスクロック           | 園田英樹          | 横山淳一   | 藤本義孝   | 川筋豊                | デビルインベーダー                            |
| 28 | 1月15日       | 爆発10秒前・走れタフトレーラー     | 岸間信明          | 根岸弘     | 日下直義   | 勝亦祥視              | デビルインベーダー                            |
| 29 | 1月22日       | 地底からの脱出・プロトラック登場   | 岸間信明          | 大町繁     | 大町繁     | 木下ゆうき            | デビルインベーダー                            |
| 30 | 1月29日       | 火を噴けビッグブレーザーカノン     | 麻尾るみこ        | 上妻晋作   | 浦田保則   | 井上哲 野中みゆき     | デビルインベーダー                            |
| 31 | 2月5日        | 妖剣メドゥーサの呪い               | 岸間信明          | 大町繁     | 木下勇喜   | 木下ゆうき            | デビルインベーダー                            |
| 32 | 2月12日       | バトルロック・マルスの涙           | 園田英樹 渡辺麻実 | 宇津木雅信 | 宇津木雅信 | 和田卓也              | 改造バトルロック・マルス                      |
| 33 | 2月19日       | 謎の遺跡・四つの秘宝               | 岸間信明          | 政木伸一   | 政木伸一   | 合田浩章              | デビルインベーダー                            |
| 34 | 2月26日       | 宇宙（そら）に消えたバイカンフー   | 園田英樹          | 大町繁     | 大町繁     | 木下ゆうき            | 幽霊グルジオス                                |
| 35 | 3月5日        | 宝石超人の秘密                     | 伴俊作 麻尾るみ子 | 村山靖     | 村山靖     | 斉藤明英              | デビルインベーダー                            |
| 36 | 3月12日       | アンバーを救え・ブレーザーカノン   | 渡辺麻実          | 吉田浩     | 日下直義   | 勝亦祥視              | デビルインベーダー                            |
| 37 | 3月19日       | 危機一髪ランドコマンダー5          | 岸間信明          | 藤本義孝   | 藤本義孝   | 野中みゆき            | デビルインベーダー                            |
| 38 | 3月26日       | ヘリタンサーよ銃をとれ             | 園田英樹 衣川仲人 | 日下部光雄 | 浦田保則   | 佐藤千春              | アシュラ                                      |
| 39 | 4月2日        | パワー全開ホイールマン             | 岸間信明          | 宇津木雅信 | 宇津木雅信 | 和田卓也              | デノメナ1号                                   |
| 40 | 4月9日        | 秘宝の谷の化石超人                 | 伴俊作 麻尾るみこ | 吉田浩     | 日下直義   | 勝亦祥視              | 巨大アイアンイーター                          |
| 41 | 4月16日       | パワーライザー敵中突破             | 岸間信明          | 横山淳一   | 横山淳一   | 田中正弘              | デビルインベーダー                            |
| 42 | 4月23日       | バイカンフー怒りの叫び             | 岸間信明          | 日下部光雄 | 村山靖     | 田中保 斉藤明英       | ガデス                                        |
| 43 | 4月30日       | 炎の天空真剣・死ぬなジェット       | 園田英樹          | 大町繁     | 高橋信治   | 木下ゆうき            | ガデス                                        |
| 44 | 5月7日        | クロノス・最後の闘い               | 園田英樹          | 吉田浩     | 藤本義孝   | 羽原信義              | ガデス                                        |
| 45 | 5月14日       | 鋼鉄の戦士マシンロボ軍団（総集編） | 岸間信明 （監修） | 吉田浩     |            |                       |                                               |
| 46 | 5月21日       | 戦えマシンロボ軍団I（総集編）      | 岸間信明 （監修） | 藤本義孝   |            |                       |                                               |
| 47 | 5月28日       | 戦えマシンロボ軍団II（総集編）     | 岸間信明 （監修） | 村山靖     |            |                       |                                               |

## ネット局
放送日時は個別に出典が掲示されてあるものを除き、1986年10月中旬 - 11月上旬時点のものとする。
| 放送地域      | 放送局         | 放送日時                  | 放送系列       | 備考                                           |
| ------------- | -------------- | ------------------------- | -------------- | ---------------------------------------------- |
| 関東広域圏    | テレビ東京     | 木曜 19:30 - 20:00        | テレビ東京系列 | 制作局                                         |
| 大阪府        | テレビ大阪     | 木曜 19:30 - 20:00        | テレビ東京系列 |                                                |
| 愛知県        | テレビ愛知     | 木曜 19:30 - 20:00        | テレビ東京系列 |                                                |
| 岡山県 香川県 | テレビせとうち | 木曜 19:30 - 20:00        | テレビ東京系列 |                                                |
| 北海道        | 札幌テレビ     | 土曜 7:00 - 7:30          | 日本テレビ系列 | 放送期間は1986年7月26日から1987年5月30日まで。 |
| 宮城県        | ミヤギテレビ   | 金曜 16:00 -              | 日本テレビ系列 |                                                |
| 京都府        | KBS京都        | 火曜 18:30 -              | 独立局         |                                                |
| 奈良県        | 奈良テレビ     | 水曜 18:00 -              | 独立局         |                                                |
| 広島県        | 広島テレビ     | 土曜 17:30 -              | 日本テレビ系列 |                                                |
| 福岡県        | 福岡放送       | 土曜 7:00 -               | 日本テレビ系列 |                                                |
| 鹿児島県      | 南日本放送     | 土曜 7:30 - →土曜 16:30 - | TBS系列        |                                                |

## 漫画
- テレビランド連載 友杉たつや